# Delphinium cardinale
Delphinium cardinale là một loài thực vật có hoa trong họ Mao lương. Loài này được Hook. mô tả khoa học đầu tiên năm 1855.

## Hình ảnh

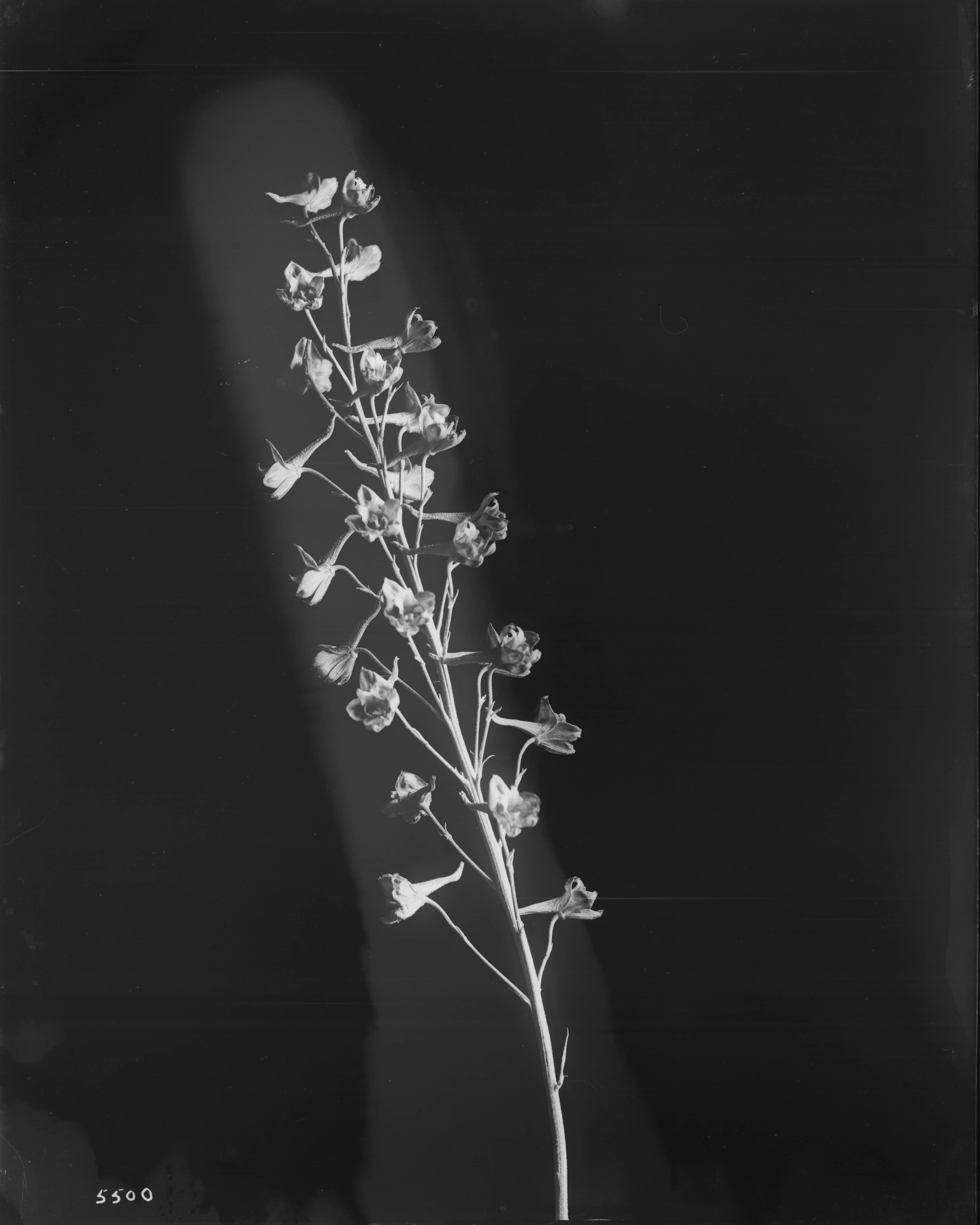
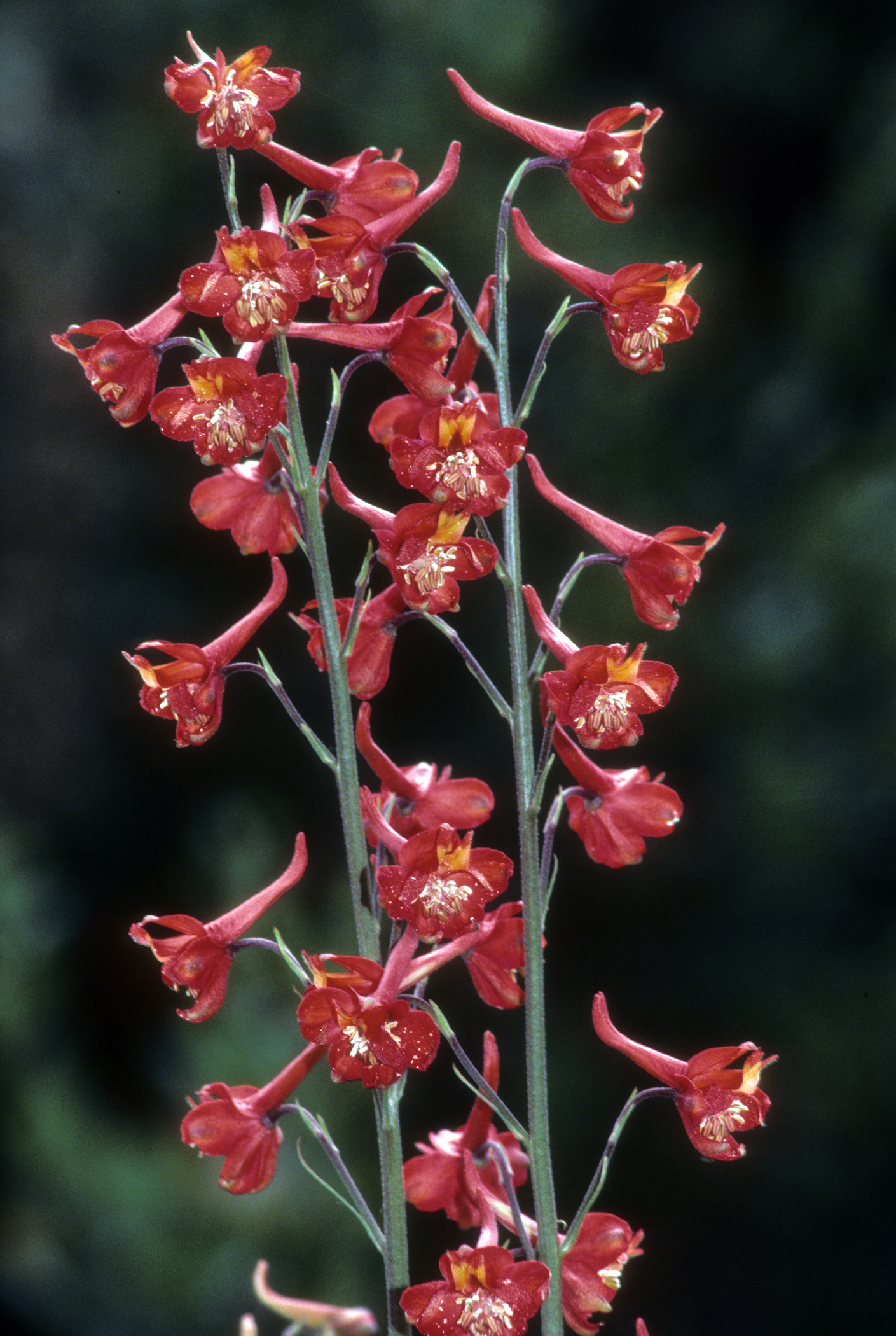